# 中島三郎助
中島 三郎助（なかじま さぶろうすけ）は、江戸時代末期（幕末）の幕臣。江戸幕府 小十人格軍艦役、のち蝦夷共和国 箱館奉行並。諱は永胤。

## 生涯
本国は美濃、生国は相模、文政4年（1821年）1月25日、浦賀奉行所与力・中島清司の子として生まれる。母は浦賀与力・樋田仲右衛門娘。中島家は寛文9年（1669年）に下田与力に召し抱えられて以来、与力を務めてきた家柄である。若いころより砲術に才能を見せ、田付流、集最流、荻野流の免許、高島流の皆伝を受けた。また俳諧や和歌の手ほどきを父より受けたと伝えられている。喘息の持病があったという。
天保6年（1835年）、浦賀奉行与力見習として高五十俵で召し抱えられた。天保8年（1837年）、モリソン号事件で砲手を務め、褒美を受けている。嘉永元年（1848年）、格別出精につき、五人扶持を加えられ、嘉永2年（1849年）、父の番代として浦賀奉行与力に召抱えられた。嘉永3年（1850年）、奉行所船庫の失火により、蒼隼丸をはじめとする軍船のほとんどが失われた事件では責任を問われ、押込となった。
嘉永6年6月（1853年7月）、アメリカ合衆国のマシュー・ペリー艦隊が浦賀沖に来航（黒船来航）した際に、副奉行と称して通詞の堀達之助を連れて旗艦「サスケハナ」に乗船した。その後、浦賀奉行・戸田氏栄ら重役に代わり、香山栄左衛門とともにアメリカ側使者の応対を務めている。なお、アメリカ側の記録では、船体構造・搭載砲（ペクサン砲およびダールグレン砲）・蒸気機関を入念に調査したことから、密偵のようだと記されている。ペリーの帰国後、老中・阿部正弘に提出した意見書で軍艦の建造と、蒸気船を含む艦隊の設置を主張。嘉永7年（1854年）に完成した日本初の洋式軍艦「鳳凰丸」の製造掛の中心として活躍し、完成後はその副将に任命された。
安政2年（1855年）、江戸幕府が新設した長崎海軍伝習所に第一期生として入所し、造船学・機関学・航海術を修めた。「鵬翔丸」で帰府後、安政5年（1858年）に築地軍艦操練所教授方出役に任ぜられた。安政6年（1859年）、浦賀の長川を塞き止めて日本初の乾ドックを建設、遣米使節に随行する「咸臨丸」の修理を行った。万延元年（1860年）、軍艦操練所教授方頭取手伝出役に進んだが、病気のために文久元年（1862年）出役依願免、与力に戻った。
元治元年（1864年）に富士見宝蔵番格軍艦頭取出役に任ぜられたものの再び病気となり、慶応2年（1866年）出役依願免、同年末には与力の職も長男・中島恒太郎に譲った。慶応3年（1867年）に再度の出仕を命じられ、小十人格軍艦役（軍艦役は御目見以上）。
慶応4年（1868年）1月に戊辰戦争が勃発すると、海軍副総裁・榎本武揚らと行動を共にして同年8月19日（10月4日）に江戸・品川沖を脱出、蝦夷地へ渡海し箱館戦争に至った。箱館政権（蝦夷共和国）下では、箱館奉行並、砲兵頭並を務め、蝦夷地七重村開墾條約書には箱館奉行・永井尚志と連名で署名している。戦時は本陣前衛の千代ヶ岱陣屋を守備し陣屋隊長として奮戦した。箱館市中が新政府軍に占領された後、軍議では降伏を説いたが、中島自身は千代ヶ岡陣屋で討死することを公言しており、五稜郭への撤退勧告も、新政府軍からの降伏勧告も拒否。本陣五稜郭降伏2日前の明治2年5月16日（1869年6月25日）、長男の恒太郎・次男の英次郎・腹心の柴田伸助（浦賀組同心）らと共に戦死。享年49。

## 俳句
三郎助は俳人としても知られていたという。江戸脱出の際にも一句詠んだ。
- 乙鳥や 翌日（あす）はときは（常盤）の 国の春

明治2年（1869年）3月、箱館旧幕府軍追討令が新政府軍より下されたことを知った榎本はじめ箱館政権幹部らは、同月14日（4月25日）に咬菜園といわれる当時箱館に名高い庭園で別盃の宴を催した。その際、三郎助は以下の2つを辞世の句として残したという。
- ほととぎす われも血を吐く 思い哉
- われもまた 死士と呼ばれん 白牡丹

## 交友関係
- 勝海舟とは長崎海軍伝習所の同窓であったが不仲であったという（吉田松陰による）。
- 吉田松陰・宮部鼎蔵

安政元年（1854年）に訪問を受け、海防について教授した。
- 来原良蔵（長州藩士・木戸孝允義弟）

安政元年（1854年）に操銃を教授した。
- 木戸孝允（桂小五郎）

安政2年（1855年）、中島家に寄宿し造船学を学んだ。短期間の付き合いだったが、三郎助は木戸の才幹を認めて家族ぐるみで厚遇した。木戸は明治政府の高官となったのちも、三郎助から受けた恩義を忘れることはなく、酒席で中島父子の陣没を聞くや、酒を下げさせて嘆息した。明治8年（1875年）に窮迫した三郎助の妻が自邸を訪問するや歓喜し、恩師の厚情を語った。さらに三郎助の娘を養女にしようとしたが、家庭内の事情から断念し、榎本に諸事万端遺族の保護を依頼した。明治9年（1876年）、明治天皇の東北巡幸に随従して五稜郭に向かう途中、中島父子の戦死地付近を通過した木戸は往時を回顧し、人目をはばかることなく慟哭したという。
- 福澤諭吉

慶応3年（1868年）、福澤は渡米中、正使の小野友五郎に不従順であったため、帰国後に謹慎を命じられた。三郎助は老中・稲葉正邦に掛け合い処分を撤回させた（『福翁自伝』による）。
- 榎本武揚

長崎海軍伝習所以来の仲であり、三男・與曽八を養育した。

## 親族
- 父・中島清司永豊は書院番与力・関丈右衛門の子で、代々浦賀組与力を務める中島家に養子入りした。弘化3年（1846年）、アメリカ東インド艦隊司令長官・ビッドルとの交渉にあたった。幕府に提出した意見書「愚意上書」で軍艦の建造を主張している。与力に再任されていたが、安政5年（1858年）、三郎助次男、英次郎に跡を譲った。
- 三男・中島與曽八は佐々倉桐太郎の尽力で、恒太郎の跡を継ぐ形で静岡藩三等勤番組となり、家名を残した。長じて海軍機関中将となり、勲一等旭日大綬章を受章している。
- ペリー来航時、浦賀奉行と称して共に交渉に当たった香山栄左衛門は義弟にあたる。
- 岡田井蔵は妻・すずの実弟であり、三郎助自身の従弟（父の弟の子）でもある。
- 穂積清軒、穂積寅九郎は甥（姉の子）である。
- 先祖は豊臣秀吉に仕えた中島氏種であるという。

## 記念碑

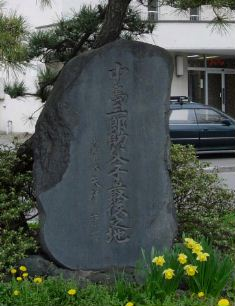
中島三郎助父子最後の地碑

- 昭和6年（1931年）、箱館戦争に散った中島父子を記念して千代ヶ岱陣屋付近の土地が中島町と名付けられた。現在中島町には中島三郎助父子最期の地碑が建っている[6]。
- 明治24年（1891年）、三郎助の23回忌にあたり、三郎助を慕う地元の人々によって、愛宕山公園に中島三郎助招魂碑が建てられた。またその時、三郎助の業績を称えて浦賀にドックを建設することを荒井郁之助が提唱、榎本の支援を受け、明治30年（1897年）、浦賀船渠株式会社が設立された。現在、住友重機械工業の合併に伴い閉鎖されているが、「中島三郎助まつり・咸臨丸フェスティバル」の会場に利用され、横須賀市による整備計画も進められている。
- 横須賀南警察署敷地の脇にある大衆帰本塚の碑は、元治元年（1864年）、無縁仏を慰めるために建てられたもので、篆額は大畑春国、碑文と筆跡は中島自身によるものである。